# Papa Eutichiano
Eutichiano (Luni, 228 circa – Roma, 7 dicembre 283) è stato il 27º vescovo di Roma e papa della Chiesa cattolica, che lo venera come santo. Fu papa dal 4 gennaio 275 fino alla sua morte.

## Biografia
Il suo epitaffio originale venne scoperto da Giovanni Battista de Rossi nelle catacombe di Callisto. L'epitaffio in greco è frammentario: esso riporta l'iscrizione "Eutichianos episk[opos]". Il Liber pontificalis recita «... Eutichianus ... natione Tuscus ex patre Marino de civitate Lunae...». Da tale indicazione si deduce che il papa provenisse dall'antica colonia romana di Luni. 

Oltre queste notizie, null'altro è noto. Anche le date del suo regno sono, in realtà, incerte. Il Liber pontificalis indicava un pontificato di 8 anni e 11 mesi, dal 275 al 283, mentre Eusebio di Cesarea, affermava che il suo episcopato durò solo 10 mesi.
Non è noto alcun particolare del suo pontificato. Forse istituì il rito dell'"Offertorio" nella celebrazione liturgica. Il rito della benedizione dei prodotti dei campi, attribuitogli dal Liber Pontificalis, indubbiamente risale ad un periodo successivo. Anche la tradizione che lo vuole come il promulgatore di nuove regole per la sepoltura dei martiri e che gli attribuisce il merito di averne sepolti molti con le proprie mani, non può essere accettata, visto che dopo la morte di Aureliano (275) la Chiesa poté godere di una lunga tregua dalle persecuzioni. È quindi assai probabile che Eutichiano sia morto di morte naturale.

## Culto
La sua memoria liturgica ricorre l'8 dicembre.
Dal Martirologio Romano (ed. 2004):
Il Calendario romano del IV secolo lo ricordava (7 dicembre) nel Depositio Episcoporum (elenco dei vescovi di Roma), non nel Martyrum (elenco dei martiri).
I suoi resti furono inumati nella cripta papale delle Catacombe di Callisto.
Nel 1659 le sue reliquie furono donate da papa Innocenzo X al vescovo di Fidenza, il Cardinale Filippo Casoni, che, dopo la sua morte, per testamento, fece in modo che arrivassero a Sarzana, cittadina al centro della Lunigiana, probabile zona di origine di questo papa.